# MediaFLO
是美國高通公司對於行動電話、個人數位助理等可攜式裝備的廣播資料傳送技術。廣播資料包含多樣性的即時影音串流、獨立或是非即時的影音「短片」，如
股市的走勢、體育賽事的分數，以及氣象報導等IP數據廣播應用服務。
FLO在MediaFLO中是指「前向鏈路」（Forward Link Only），意思是從基地台到載具的數據使用單一路徑傳送。MediaFLO系統是從現有的行動網路的頻譜使用中所分割的一塊傳遞數據，例如美國使用的MediaFLO的頻譜是以前用於極高頻55電視頻道（UHF TV Channel 55）的716-722MHz。。
MediaFLO相對於韓國的地面數位行動廣播標準（T-DMB）、歐洲的手持式數位視訊廣播標準（DVB-H）而言是同類型的競爭標準。MediaFLO的設備初次在2006年國際消費電子展（CES）由樂金、三星等廠商引進。在2005年12月1日，Verizon Wireless與高通宣佈成為MediaFLO網路的合作夥伴，並且Verizon在2007年3月1日開始其「VCAST TV」之商業化經營。另外2007年2月Cingular Wirless（AT&T Mobility LLC的前身）也宣佈將有商業化營運，並在2008年5月開始服務。高通試圖將MediaFLO的技術國際化，並且意圖與其他既有的營運商建立夥伴關係。

## 技術
MediaFLO的協定建立是產生於原本單點傳播（unicasting）高速動畫給多人的頻譜使用的不效率性。此外，由於大多數的電力消耗問題，傳統類比電視與透過空氣介質的數位電視訊號在行動設備上的執行相當困難；並且，MediaFLO不需要用較高的解析度去作傳遞，也是因為MediaFLO的串流只要200-250kbps，這對於較大尺寸畫面是無法滿足的。

## 商業部署

### 美國
2007年12月時，Verizon Wireless是高通MediaFLO服務唯一的無線產品供應設備的需求買家。Verizon Wireless使用EVDO Network在行動網路上設定權限，並且提供對於節目的解密鑰來解碼。
目前在美國有九家MediaFLO的廣播頻道：
- CBS Mobile，包含運動與CBS內容的節目
- Fox Mobile
- NBC 2GO
- NBC News 2GO 有時會有MSNBC的現場節目
- Comedy Central
- ESPN MobileTV，經常會有現場同步的運動節目
- MTV
- Nickelodeon, 24/7 children's programming.
- 免費的預覽頻道

此外，AT&T於2008年5月4日正式開始營運MediaFLO的電視台

### 台灣
國家通訊傳播委員會（NCC）於2006年10月、11月核定五家團隊業者試播，其中台視、中嘉、亞太電信、威寶電信的高通團隊採用MediaFLO技術，並且於2007年初開始試播。